# Paul O'Donovan
Paul O'Donovan (Skibbereen, 19 de abril de 1994) es un deportista irlandés que compite en remo. Su hermano Gary compitió en el mismo deporte.
Participó en tres Juegos Olímpicos de Verano, obteniendo tres medallas en la prueba de doble scull ligero, plata en Río de Janeiro 2016, oro en Tokio 2020 y oro en París 2024.
Ganó siete medallas en el Campeonato Mundial de Remo entre los años 2016 y 2024, y cinco medallas en el Campeonato Europeo de Remo entre los años 2016 y 2022.

## Palmarés internacional
| Juegos Olímpicos   | Juegos Olímpicos          | Juegos Olímpicos | Juegos Olímpicos        |
| Año                | Lugar                     | Medalla          | Prueba                  |
| ------------------ | ------------------------- | ---------------- | ----------------------- |
| 2016               | Río de Janeiro (Brasil)   | Medalla de plata | Doble scull ligero      |
| 2020               | Tokio (Japón)             | Medalla de oro   | Doble scull ligero      |
| 2024               | París (Francia)           | Medalla de oro   | Doble scull ligero      |
| Campeonato Mundial |                           |                  |                         |
| Año                | Lugar                     | Medalla          | Prueba                  |
| 2016               | Róterdam (Países Bajos)   | Medalla de oro   | Scull individual ligero |
| 2017               | Sarasota (Estados Unidos) | Medalla de oro   | Scull individual ligero |
| 2018               | Plovdiv (Bulgaria)        | Medalla de oro   | Doble scull ligero      |
| 2019               | Ottensheim (Austria)      | Medalla de oro   | Doble scull ligero      |
| 2022               | Račice (República Checa)  | Medalla de oro   | Doble scull ligero      |
| 2023               | Belgrado (Serbia)         | Medalla de oro   | Doble scull ligero      |
| 2024               | St. Catharines (Canadá)   | Medalla de oro   | Scull individual ligero |
| Campeonato Europeo |                           |                  |                         |
| Año                | Lugar                     | Medalla          | Prueba                  |
| 2016               | Brandeburgo (Alemania)    | Medalla de oro   | Doble scull ligero      |
| 2017               | Račice (República Checa)  | Medalla de plata | Doble scull ligero      |
| 2018               | Glasgow (Reino Unido)     | Medalla de plata | Doble scull ligero      |
| 2021               | Varese (Italia)           | Medalla de oro   | Doble scull ligero      |
| 2022               | Múnich (Alemania)         | Medalla de oro   | Doble scull ligero      |